# Dairut
Dairut (arabisch ديروط, DMG Dayrūṭ) ist eine Stadt  in Ägypten innerhalb des Gouvernement Asyut mit ca. 93.000 Einwohnern. 

## Bevölkerungsentwicklung
| Zensusjahr | Einwohnerzahl |
| ---------- | ------------- |
| 1996       | 55.890        |
| 2006       | 72.856        |
| 2018       | 93.223        |